# سوپر ساکو
سارگیس بالاسانیان (ارمنی: Սարգիս Բալասանյան؛ متولد ۱۷ اوت ۱۹۷۸)، که با نام هنری سوپر ساکو (ارمنی: Սուպեր Սաքո)، رپر، دی‌جی و تهیه‌کننده موسیقی ارمنی ساکن لس آنجلس است. او بیشتر با تک‌آهنگِ معروف «می گنا» شناخته می‌شود.

## حرفه
در سال ۲۰۰۰، او شروع به خواندن رپ کرد و بیشتر با خوانندگان ارمنی مانند سورو و تاتول درگیر شد. او بیشتر به خاطر همکاری با «تویینز» که خوانندگان رپر ارمنی بودند مشهور بود.
بعداً در سال ۲۰۰۸، سوپر ساکو اولین آلبوم رسمی خود را که با نام سنت سارکیس شناخته می‌شود ، منتشر کرد و این آلبوم یک موفقیت بزرگ بود.
تک آهنگ او در سال ۲۰۱۶ به‌نام " می گنا " برگرفته از آلبوم Love Crimes و با حضور خواننده رابیز، هایکو، در ارمنستان، درمیان جماعت ارمنیان پراکنده، ترکیه، کشورهای عربی، و جاهای دیگر به یک محبوبیت رسید.